# Kagera
Sông Kagera, cũng gọi là sông Akagera, là một sông tại Đông Phi, tạo thành một phần thượng nguồn của sông Nin và mang nước đến từ nơi xa xôi nhất trong hệ thống sông Nin.
Đoạn sông có tên Kagera bắt đầu từ Burundi, chảy ra khỏi hồ Rweru. Từ hồ, sông chảy về phía đông dọc theo biên giới Rwanda-Burundi và Rwanda-Tanzania đến một điểm hợp lưu với sông Ruvubu. Nước của sông Kagera được cung cấp từ hai chi lưu chính, Nyabarongo tại Rwanda, đổ vào hồ Rweru, và Ruvubu ở Burundi. Từ điểm hợp lưu, Kagera chảy về phía bắc dọc theo biên giới Rwanda-Tanzania, qua thác Rusumo và vườn quốc gia Akagera. Sông sau đó đổi sang hướng đông, theo biên giới Tanzania-Uganda và đổ vào hồ Victoria tại Uganda.
Sông Kagera giữ vai trò nổi bật trong lịch sử của những nước mà nó chảy qua, đặc biệt là Rwanda. Năm 1894, một người Đức tên là Gustav Adolf von Götzen đã băng qua Kagera tại thác Rusumo, bắt đầu thời kỳ thuộc địa hóa Rwanda; và đến năm 1916, trong Thế chiến I, người Bỉ đã đánh bại người Đức và tiến vào Rwanda cũng bằng đường tương tự. Sông được quốc tế biết đến vào năm 1994 khi nó đã đưa nhiều thi thể của các nạn nhân trong nạn diệt chủng Rwanda vào hồ Victoria, khiến Uganda phải tuyên bố tình trạng khẩn cấp tại những nơi mà các thi thể dạt vào.